# Municipio de Cypress (Misuri)
El municipio de Cypress (en inglés: Cypress Township) es un municipio ubicado en el condado de Harrison en el estado estadounidense de Misuri. En el año 2010 tenía una población de 159 habitantes y una densidad poblacional de 2,03 personas por km².

## Geografía
El municipio de Cypress se encuentra ubicado en las coordenadas 40°10′34″N 94°2′16″O / 40.17611, -94.03778. Según la Oficina del Censo de los Estados Unidos, el municipio tiene una superficie total de 78.32 km², de la cual 78,03 km² corresponden a tierra firme y (0,37 %) 0,29 km² es agua.

## Demografía
Según el censo de 2010, había 159 personas residiendo en el municipio de Cypress. La densidad de población era de 2,03 hab./km². De los 159 habitantes, el municipio de Cypress estaba compuesto por el 97,48 % blancos y el 2,52 % eran de una mezcla de razas. Del total de la población el 0 % eran hispanos o latinos de cualquier raza.